# Philippe-Jacques Abraham
Mar Philippe-Jacques Abraham (syrisch ܐܒܪܗܡ ܦܝܠܝܦܘܣ ܝܥܩܘܒ; * 3. Januar 1848 in Telkef in der Ninive-Ebene; † 28. August 1915 in Cizre) war Bischof der chaldäisch-katholischen Kirche und Opfer des Völkermords an den Aramäern.‎

## Leben
Bereits im frühen Alter trat Philippe-Jacques Abraham in das Rabban-Hormizd-Kloster ein, wo er seinem theologischen Studium nachging. Er wurde am 25. Juli 1875 von der Syro-Malabarischen Kirche in Indien zum Bischof ordiniert. Sieben Jahre später wurde er von Joseph VI. Audo am 10. Februar 1882 zum Bischof für die Chaldäer der Dschasira-Region geweiht und stand damit der Diözese Gazireh vor.
Während der blutigen Massaker und Ausschreitungen gegen die kleine aramäische Minderheit 1915 versuchte er, einen moslemischen Agha um Hilfe zu erbeten, um die Christen der Stadt zu verschonen. Seine Bemühungen waren letztlich vergeblich, er wurde am 21. August 1915 von den osmanischen Behörden festgenommen und inhaftiert. Die Behörden ließen ihn eine Woche später zusammen mit den Syrisch-Katholischen Bischof Flavianus Michael Malke foltern und hinrichten; sie hatten die Wahl zwischen dem Tod und der Konversion zum Islam. Nach seiner Weigerung zum Übertritt wurde Mar Philippe-Jacques Abraham erschossen und seine Leiche durch die Straßen der Stadt geschleift.